# James O'Reilly (obispo)
James O'Reilly (Lisgrea, Cavan, 6 de octubre de 1855-Fargo, 19 de diciembre de 1934) fue un clérigo católico irlandés que, después de llegar en los Estados Unidos y sirviendo como sacerdote, el papa Pío X lo ha nombrado como el segundo Obispo de Fargo (1910-1934).
Nació en el Condado Cavan, estudió en una Universidad en Dublín, donde fue ordenado al sacerdocio el 24 de junio de 1882. Estuvo presente en el seminario de la Archidiócesis de St. Paul donde sirvió como el pastor de las parroquias en Goodhue Condado, Belle Riachuelo, Ciudad de Lago, Condado de Washington y en Stillwater. En 1886  esté escogido como pastor de la iglesia de St. Anthony de Padua en Minneapolis
El 8 de diciembre de 1909, O'Reilly fue nombrado como el segundo Obispo de la Arquidiócesis de Fargo, por el papa Pío X. Recibió su consagración episcopal el 19 de mayo de 1910, por el arzobispo John Irlanda, los Obispos James McGolrick y James Trobec fueron los co-consagrantes. O'Reilly fue Obispo de Fargo hasta su fallecimiento, el 19 de diciembre de 1934.